# Qabala
 (octobre 2012).
Si vous disposez d'ouvrages ou d'articles de référence ou si vous connaissez des sites web de qualité traitant du thème abordé ici, merci de compléter l'article en donnant les références utiles à sa vérifiabilité et en les liant à la section « Notes et références ».
Pour les articles homonymes, voir Qabala (homonymie).
Qabala (ou Gabala ; en azéri Qəbələ) est une ville d'Azerbaïdjan. Elle est la capitale du raïon de Qabala.
C'est une des plus anciennes villes d'Azerbaïdjan. Anciennement appelée Kutkashen, la ville a changé de nom après l'indépendance de l'Azerbaïdjan en 1991 pour prendre celui de l'ancienne capitale de l'Albanie du Caucase. Les ruines se trouvent à une quinzaine de kilomètres au sud-ouest de la ville.
La ville est le siège du club de football FK Qabala qui jouait en première division du championnat d'Azerbaïdjan lors de la saison 2012-2013.
Depuis 2009, la ville héberge aussi le Festival de musique de Gabala.

## Histoire

### Antiquité
Gabala est l'ancienne capitale de l'Albanie caucasienne. Les preuves archéologiques indiquent que la ville fonctionna comme la capitale de l'Albanie du Caucase dès le IVe siècle av. J.-C. Jusqu'à présent, il y a les ruines de l'ancienne ville et la porte principale de l'Albanie du Caucase. Des fouilles en cours près du village de Tchukhur montrent que Gabala du IVe au IIIe siècle av. J.-C. et jusqu'au XVIIIe siècle était l'une des principales villes avec commerce et artisanat développés. Les ruines de la vieille ville sont situées à 15 km du centre régional, allouées le territoire entre les rivières Garatchay et Jourlutchay. Gabala se trouvait au milieu de la route de la soie vieille de 2 500 ans et Pline le Jeune l'a nommé « Kabalaka », le géographe grec Ptolémée « Khabala », l'historien arabe Ahmad ibn Yahya al-Baladhuri « Khazar ». Au XIXe siècle, l'historien azerbaïdjanais Abbasgoulu Bakikhanov a mentionné dans son livre Gulistani Irem que Kbala ou Khabala étaient en fait Gabala. 
Dans les années 60 av. J.-C., les troupes romaines ont attaqué l'Albanie caucasienne, mais n'ont pas réussi à capturer le territoire de Qabala. En 262, l'Albanie du Caucase était occupée par l'Empire Sassanide, mais conservait son statut politique et économique. En 464, il a perdu son indépendance en raison des années d'invasions des tribus nomades du nord et a dû déplacer sa capitale à Partava (actuellement Barda en Azerbaïdjan).

### Ère féodale
Gabala était occupée par Shirvanshah Fariburz, le roi David IV de Géorgie en 1120, le khan mongol Timurleng en 1386, le safavid chah Tahmasib I en 1538, le persan Nader Chah en 1734 mais il a su préserver sa culture et son identité. Après la mort de Nader Chah en 1747, l'Azerbaïdjan s'est scindé en khanats et sultanats indépendants et Gabala est devenu un sultanat de Goutgachen. Il a également été appelé Gabala Mahali. Après ce qui est aujourd'hui l'Azerbaïdjan a été occupé par l'Empire russe en 1813 par les conséquences de la guerre russo-perse (1804-1813) et le traité de Gulistan de 1813, il a procédé à des réformes administratives et en 1841 les khanats azerbaïdjanais ont été résiliés et les territoires ont été incorporés dans les gouvernements. La région de Gabala a été ajoutée à l'ouïezd de Nukha du gouvernement d'Elisavetpol. En raison de découvertes archéologiques à Gabala, il a été déclaré réserve nationale d'État en 1985.

### Ère de la République
Après la dissolution de l'Union soviétique, Gabala s'est engagée dans un processus de restructuration à une échelle jamais vue dans son histoire. Des milliers de bâtiments de l'époque soviétique ont été démolis pour faire place à une ceinture verte sur ses rives; parcs et jardins ont été construits sur les terres récupérées en remplissant le pied de Gabala. Des améliorations ont été apportées au nettoyage général, à l'entretien et à la collecte des ordures, et ces services sont désormais conformes aux normes de l'Europe occidentale. La ville se développe dynamiquement et se développe à toute vitesse sur un axe nord le long des rives de la mer Caspienne.
Depuis les années 2010, Gabala est en train de devenir un pôle d'attraction pour des événements tels que le sommet du Conseil turc en 2013. En 2013, la ville a été déclarée capitale culturelle de la Communauté des États indépendants, en reconnaissance de sa longue contribution à l'histoire d'Azerbaïdjan et de la région.

## Tourisme et achats
Gabala est considérée comme une destination touristique populaire en raison de la combinaison d'un très bon climat de printemps, des bois le long des montagnes et une excellente faune a été exploitée par la construction d'un grand nombre d'hôtels et d'appartements en ville. Beaucoup de grandes chaînes d'hôtels du monde ont une présence dans la ville. Le climat de la région crée des conditions favorables au développement du tourisme d'été et d'hiver dans la région. Le côté nord de Gabala appartient aux pentes méridionales de la chaîne de montagnes du Grand Caucase, la partie centrale de la vallée d'Alazan-Haftaran, la partie méridionale aux hautes terres d'Ajinohur. En outre, le plus haut sommet de la République - le mont Bazarduzu (4 466 mètres) est situé dans cette région,.
Un autre point de repère de Gabala est Cascade de Yeddi Gozel . Le nom de l'eau signifie sept beautés. Il y a sept étapes pour monter la montagne. La cascade est située dans le bois près de la route principale près de l'ouest de Vandam. Bien que la cascade soit difficile à escalader, cela vaut la peine de la visiter. Chaque année, des milliers de personnes visitent la cascade.
La ville contient le parc d'attractions "Gabaland", une patinoire et un théâtre de style grec, construit spécialement pour les concerts extérieurs. Le Gabaland est un parc à thème leader dans la région du Caucase avec des manèges intéressants et un plaisir sans fin et Gabala Resort fantastique hôtel. Les visiteurs peuvent profiter d'un parking confortable et large, une vue étonnante de montage, de l'air frais, des aliments délicieux dans un café, magnifique Flower Garden - et tout cela à Gabaland avec une superficie de 16 hectares. Gabala a plusieurs centres commerciaux. Gabala Mall est le centre le plus célèbre pour faire du shopping,.  
Gabala abrite le complexe de ski Tufan, l'une des plus grandes stations de ski du Caucase. Le complexe dessert jusqu'à 3 000 personnes par jour.

## Culture
Depuis 2009, la ville accueille le Festival international de musique de Gabala, qui comprenait des performances d'artistes classiques et de jazz tels que Al Jarreau et le Royal Philharmonic Orchestra.
Gabala possède également de nombreux musées tels que le Musée d'Ethnographie Historique de Gabala et le Centre Culturel de Gabala, notamment le Théâtre Folklorique du nom de Jalil Mammadguluzadeh.

## Parcs et jardins
Gabala a de grandes sections de verdure soit conservées par le gouvernement national ou désignées comme zones vertes. La ville comprend "Gabaland", qui est le plus grand parc d'attractions en Azerbaïdjan.

## Sports
La ville a une équipe de football professionnelle en compétition dans l'élite du football azerbaïdjanais - Gabala, qui joue actuellement dans la Premier League d'Azerbaïdjan. L'équipe était dirigée par Tony Adams, ancien joueur d'Angleterre et d'Arsenal, en 2010-11. Les clubs tiennent leurs jeux à domicile dans le stade de la ville de Gabala. Le complexe de courses de chevaux de Gabala est utilisé pour les tournois de courses de chevaux. En 2013, il y a des fonctions du club de tir Gabala dans la ville,,.

## Cuisine
Le quartier a une cuisine riche comme d'autres régions d'Azerbaïdjan. Les plats suivants sont célèbres à Gabala:
- Gabala plov (riz)
- Dolma avec écrou
- Dovga
- Utchgoulag

## Transport

### Transport public
La ville a un grand système de transport urbain, principalement géré par le ministère des Transports.

### Aérien
L'aéroport de Qabala est le seul aéroport de la ville, dessert un certain nombre de destinations nationales et internationales, y compris la Russie.

## Éducation
Il y a 4 écoles primaires, 4 écoles secondaires et 4 écoles spéciales dans la ville.

## Soins de santé
L'hôpital régional central de Gabala est le plus grand hôpital de la ville, l'hôpital pour enfants de Gabala et le centre de traitement et de diagnostic de Gabala, spécialisé dans la réadaptation et les maladies et affections à long terme.